# Camilla Cederna
Camilla Cederna (Milano, 21 gennaio 1911 – Milano, 5 novembre 1997) è stata una giornalista e scrittrice italiana.

## Biografia
Nasce da Ersilia Gabba e dal calciatore socio fondatore del Milan e industriale Giulio Cederna, figlio di Antonio, valtellinese di modeste condizioni, prima garibaldino e poi imprenditore del cotone a Milano. La madre Ersilia, figlia del torinese di famiglia milanese Luigi Gabba, ingegnere astronomo dell'Osservatorio Astronomico di Brera e professore al Politecnico di Milano, è una delle prime donne in Italia a conseguire la laurea (in germanistica). Camilla è sorella maggiore dello scrittore Antonio Cederna e zia dell'attore Giuseppe Cederna.
Camilla Cederna si laurea in letteratura latina con una tesi su "Prediche contro il lusso delle donne dai filosofi greci ai Padri della Chiesa". Esordisce come giornalista nel 1939, con un articolo sulla pasticceria Motta di Piazza Duomo, in cui venivano descritti i dolciumi e le commesse che li vendevano, pubblicato su L'Ambrosiano, quotidiano milanese vicino al Partito Nazionale Fascista. Dal 1945 al 1955 è redattrice nel settimanale L'Europeo, mentre dal 1958 al 1981 lavora come inviata per L'espresso, dove è anche titolare di una rubrica di fatti di costume: Il lato debole. Negli anni '90 collabora con il periodico Panorama.
Ha anche sceneggiato una serie di sketch della rubrica pubblicitaria televisiva Carosello per le macchine da cucire Singer, andati in onda nel 1965 e 1966.

### Il caso Pinelli e la vicenda Calabresi

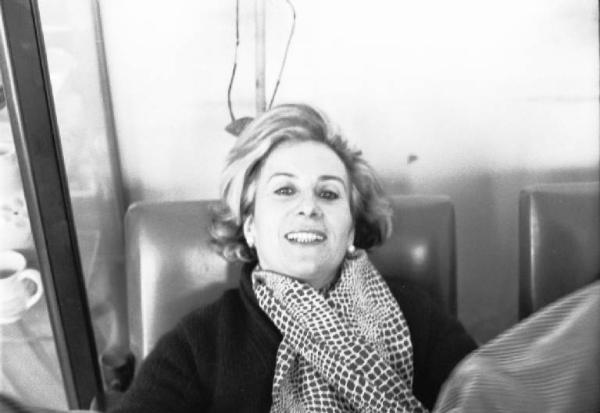
Camilla Cederna fotografata da Carla Cerati nel 1974

Dal 1969, Cederna iniziò ad accentuare il proprio interesse per la politica italiana. Dopo la strage di piazza Fontana, pubblicò un'inchiesta sulla morte dell'anarchico Giuseppe Pinelli, fermato per accertamenti nell'ambito delle indagini e morto precipitando dalla finestra-balcone di un ufficio della Questura milanese mentre si concludeva il terzo giorno consecutivo di interrogatorio.
Nel 1971, Camilla Cederna fu la principale ispiratrice della lettera aperta pubblicata sul settimanale L'Espresso contro il commissario Calabresi e i magistrati che, secondo la giornalista, lo avevano tutelato durante l'inchiesta sul caso Pinelli. Quando Calabresi fu freddato di fronte alla sua abitazione, la giornalista si trovò al centro di dure contestazioni iniziate con il commento accusatorio del prefetto Libero Mazza ai giornalisti radunati, tra cui la stessa Cederna, all'ospedale San Carlo mentre all'interno veniva composto il cadavere del commissario. Il commento fu: «E pensare che è tutta colpa di quella carogna di Camilla Cederna che col suo libro su Pinelli e contro Calabresi, tra l'altro, ha guadagnato decine di milioni».
La Cederna firmò anche il libro Pinelli. Una finestra sulla strage, a causa del quale venne poi accusata dall'allora questore di Milano di essere mandante morale dell'omicidio di Calabresi.
Nel 1991, Vittorio Sgarbi, in una trasmissione televisiva, affermò: «Camilla Cederna è stata quasi la mandante dell'omicidio Calabresi perché ha scritto un libro contro di lui, incriminandolo come se fosse stato l'assassino del famoso anarchico Pinelli». Successivamente la Cederna chiese un risarcimento danni per 100 milioni di lire che in primo grado le fu riconosciuto. In secondo grado, nel 2000, la Corte d'appello di Milano ritenne che Sgarbi avesse esercitato un legittimo diritto di critica e revocò il risarcimento. Contro questa sentenza gli eredi della scrittrice ricorsero in Cassazione, ma il ricorso venne rigettato con la sentenza n. 559/05, depositata il 13 gennaio 2005.

### Il libroGiovanni Leone: la carriera di un presidente
Sempre dalle colonne dell'Espresso, a partire dal 1975, Camilla Cederna iniziò una campagna critica contro Giovanni Leone, Presidente della Repubblica in carica, ed i suoi familiari.
Nel 1978 uscì il suo libro Giovanni Leone: la carriera di un presidente, che vendette oltre 600.000 copie e che fu determinante nella decisione di Leone di dimettersi da Capo dello Stato. Il libro era stato scritto sulla base di fonti come quella di Mino Pecorelli, con brani tratti dall'agenzia scandalistica OP, ritenuta vicina ai servizi segreti. A questo pamphlet sulle presunte irregolarità commesse dal presidente e dei suoi familiari, la parte politica di cui Leone era espressione non reagì, né consentì allo stesso Capo dello Stato di reagire: il Guardasigilli del quarto governo Andreotti, più volte sollecitato dal Quirinale, rifiutò di accordare la necessaria autorizzazione a procedere penalmente contro l'autrice per oltraggio al Capo dello Stato. Furono soltanto i figli di Leone a poter sporgere querela, per i fatti loro ascritti.
La Cederna perse in tutti e tre i gradi di giudizio: fu condannata per diffamazione e fu inflitta a lei e al suo periodico L'espresso una multa. Fu inoltre decretata la distruzione di tutte le copie del libro. Tuttavia, ci volle ancora un decennio prima che Giovanni Leone venisse totalmente ed integralmente riabilitato. Il 3 novembre 1998, in occasione del suo novantesimo compleanno, Emma Bonino e Marco Pannella gli chiesero ufficialmente scusa. Il 25 novembre 2006 il Presidente della Repubblica Italiana Giorgio Napolitano manifestò esplicitamente il suo dispiacere per la grave ingiustizia che ebbero a subire il Presidente Giovanni Leone e la sua famiglia.

### La vicenda Tortora
La Cederna era stata aspramente criticata da Enzo Tortora durante il caso Calabresi. Il presentatore genovese prese le difese del commissario Luigi Calabresi nei suoi articoli, in risposta ad una famosa lettera aperta avente 800 firme pubblicata a margine di un articolo della Cederna. Quando Tortora nel 1983 fu arrestato per una falsa accusa di droga e camorra, la Cederna si schierò, su La Domenica del Corriere, per la sua colpevolezza, in un pesante attacco che coinvolgeva il suo lavoro di presentatore: «Mi pare che ci siano gli elementi per trovarlo colpevole: non si va ad ammanettare uno nel cuore della notte se non ci sono delle buone ragioni. Il personaggio non mi è mai piaciuto. E non mi piaceva il suo Portobello: mi innervosiva il pappagallo che non parlava mai e lui che parlava troppo, senza mai dare tempo agli altri di esprimere le loro opinioni. Non mi piaceva neppure il modo con cui trattava gli umili: questo portare alla ribalta per un minuto la gente e servirsene per il suo successo personale era un po’ truffarla. Il successo ottenuto così si paga. Non dico che tutti quelli che hanno un successo di questo genere finiranno così, ma lui lo sta pagando in questo modo».

### Morte e tumulazione
Camilla Cederna muore la mattina del 5 novembre 1997, ottantaseienne, per cause naturali nella sua abitazione milanese. Dopo la cremazione, le sue ceneri vengono tumulate nel riparto X del cimitero monumentale di Milano, nella tomba 171-172, che già ospitava vari membri della sua famiglia, fra cui le sorelle Luigia, detta Luisa, morta a nove mesi nel 1915, e Rachele, morta a ventun anni e mezzo, nel 1931, di scarlattina.

## Opere
- Noi siamo le signore, Milano, Longanesi, 1958.
- La voce dei padroni, Milano, Longanesi, 1962.
- 8 1/2 di Federico Fellini, a cura di, Bologna, Cappelli, 1963.
- Signore & signori. [Personaggi illustri e meschini della vita pubblica e privata dell'Italia d'oggi], Milano, Longanesi, 1966.
- Callas, Milano, Longanesi, 1968.
- Le pervestite, Genova, Immordino, 1968.
- Pinelli. Una finestra sulla strage, Milano, Feltrinelli, 1971.
- Sparare a vista. Come la polizia del regime DC mantiene l'ordine pubblico, Milano, Feltrinelli, 1975.
- Il lato debole. Diario italiano 1956-1962, Milano, Bompiani, 1977.
- Il lato debole. Diario italiano 1963-1968, Milano, Bompiani, 1977.
- Il lato debole. Diario italiano 1969-1976, Milano, Bompiani, 1977.
- Giovanni Leone. La carriera di un presidente, Milano, Feltrinelli, 1978.
- Milano in guerra, con Martina Lombardi e Marilea Somaré, Milano, Feltrinelli, 1979.
- Il mondo di Camilla, Milano, Feltrinelli, 1980.
- Nostra Italia del miracolo, Milano, Longanesi, 1980.
- Casa nostra, Milano, A. Mondadori, 1983.
- Roberto Sambonet: ritratti '43-'83, Milano, Feltrinelli, 1984.
- Vicino e distante. Gente, ambienti, salotti, usi, costumi: impressioni sull'Italia di ieri e di oggi, Milano, A. Mondadori, 1984.
- De gustibus, Milano, A. Mondadori, 1986.
- Il meglio di, Milano, A. Mondadori, 1987. ISBN 88-04-30561-4.
- Il lato forte e il lato debole, Milano, A. Mondadori, 1992. ISBN 88-04-34566-7.
- La terribile santità, Vicenza, La locusta, 1999.
- Quando si ha ragione. Cronache italiane, Napoli, L'Ancora del Mediterraneo, 2002. ISBN 88-8325-091-5.
- Pinelli. La diciassettesima vittima con Amedeo Bertolo, Pier Carlo Masini, Corrado Stajano, Pisa, BFS, 2006. ISBN 978-88-89-41316-6.
- Il mio Novecento, Milano, BUR Rizzoli, 2011. ISBN 978-88-17-04658-9.

## Nella cultura di massa
- Romanzo di una strage, regia di Marco Tullio Giordana (2012) interpretata da Benedetta Buccellato.